# Making plans for Nigel
Making plans for Nigel is de eerste single van het album Drums And wires uit 1979 van de Britse post-punkgroep XTC. Op 14 september van dat jaar werd het nummer op single uitgebracht.
De plaat werd in een aantal landen een radiohit. In Canada en in thuisland het Verenigd Koninkrijk was de plaat in het najaar van 1979 een top 20-hit. In Canada behaalde de plaat de 12e positie in de hitlijst en in het Verenigd Koninkrijk de 17e positie in de UK Singles Chart. In Nieuw-Zeeland werd de 29e positie en in Australië de 94e positie bereikt.
In Nederland werd de plaat op maandag 22 oktober 1979 door dj Frits Spits in zijn radioprogramma De Avondspits verkozen tot de 65e NOS Steunplaat van de week op Hilversum 3 en werd een radiohit in de destijds drie hitlijsten op de nationale popzender. De plaat bereikte de 31e positie in zowel de Nationale Hitparade als de TROS Top 50 en de 32e positie in de Nederlandse Top 40. In de Europese hitlijst op Hilversum 3, de TROS Europarade, werd géén notering behaald.
In België werd géén notering behaald in zowel de Vlaamse Ultratop 50 als de Vlaamse Radio 2 Top 30.
De plaat is geschreven door XTC-bassist Colin Moulding. Het gaat over de kijk van ouders op de toekomst van hun kind (Nigel).

## Hitnoteringen

### Nederlandse Top 40
| Hitnotering: 17-11-1979 t/m 01-12-1979 | Hitnotering: 17-11-1979 t/m 01-12-1979 | Hitnotering: 17-11-1979 t/m 01-12-1979 | Hitnotering: 17-11-1979 t/m 01-12-1979 | Hitnotering: 17-11-1979 t/m 01-12-1979 |
| Week:                                  | 1                                      | 2                                      | 3                                      |                                        |
| -------------------------------------- | -------------------------------------- | -------------------------------------- | -------------------------------------- | -------------------------------------- |
| Positie:                               | 35                                     | 32                                     | 32                                     | uit                                    |

### Nationale Hitparade
| Hitnotering: 17-11-1979 t/m 15-12-1979 | Hitnotering: 17-11-1979 t/m 15-12-1979 | Hitnotering: 17-11-1979 t/m 15-12-1979 | Hitnotering: 17-11-1979 t/m 15-12-1979 | Hitnotering: 17-11-1979 t/m 15-12-1979 | Hitnotering: 17-11-1979 t/m 15-12-1979 | Hitnotering: 17-11-1979 t/m 15-12-1979 |
| Week:                                  | 1                                      | 2                                      | 3                                      | 4                                      | 5                                      |                                        |
| -------------------------------------- | -------------------------------------- | -------------------------------------- | -------------------------------------- | -------------------------------------- | -------------------------------------- | -------------------------------------- |
| Positie:                               | 43                                     | 40                                     | 31                                     | 32                                     | 46                                     | uit                                    |

### TROS Top 50
Hitnotering: 08-11-1979 t/m 15-11-1979. Hoogste notering: #31 (1 week).

### NPO Radio 2 Top 2000
| Nummer met noteringen in de NPO Radio 2 Top 2000 | '09  | '10  | '11  | '12 | '13  | '14  | '15 | '16  |
| ------------------------------------------------ | ---- | ---- | ---- | --- | ---- | ---- | --- | ---- |
| Making Plans for Nigel                           | 1367 | 1419 | 1593 | -   | 1978 | 1532 | -   | 1945 |

1. ↑  Een '-' betekent dat het nummer niet was genoteerd en een vetgedrukt getal geeft de hoogste notering aan.
2. ↑  2009 was het eerste jaar met een notering voor dit nummer.
3. ↑  Deze tabel is bijgewerkt tot en met de laatste editie (2024).